# 에밀 하비비

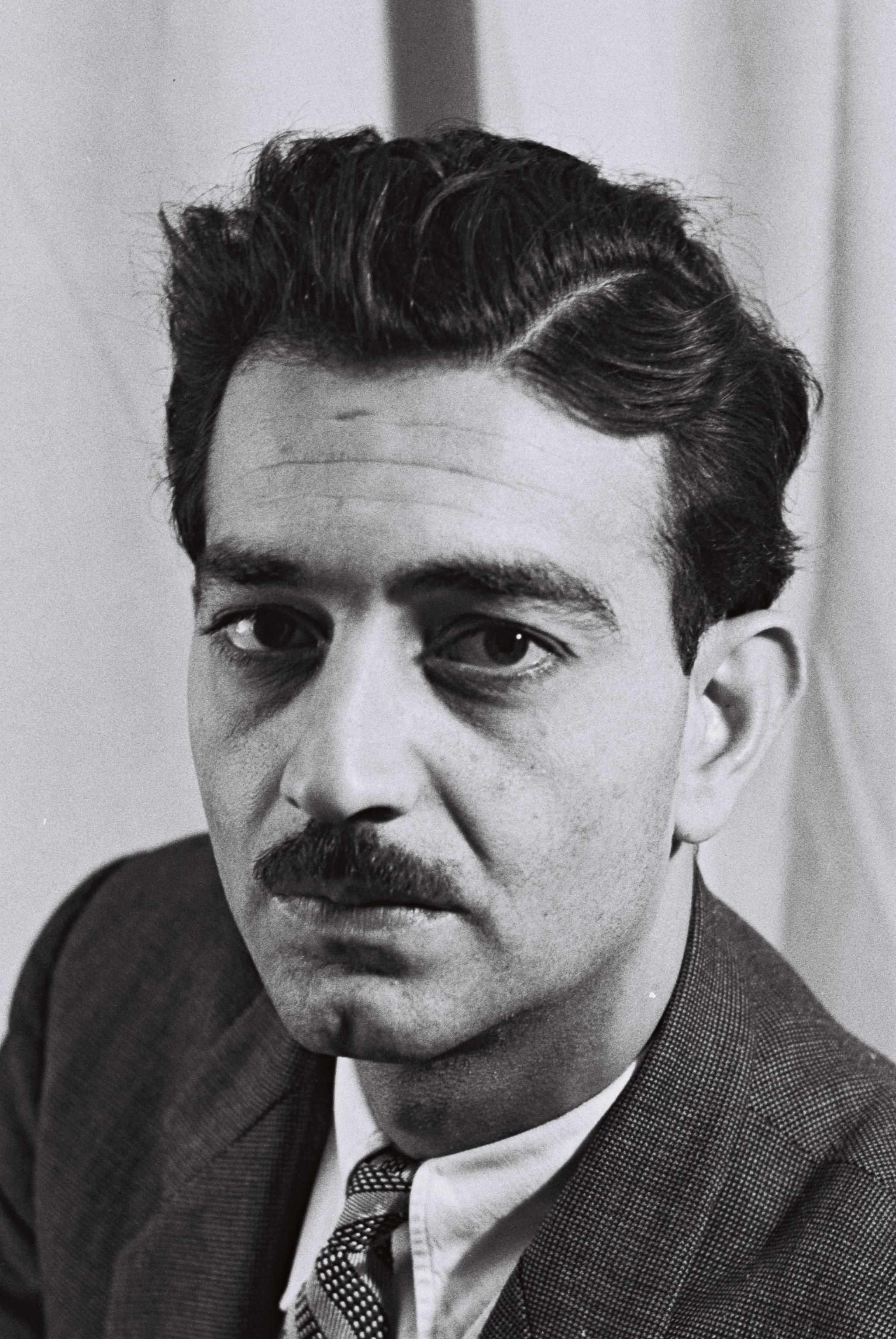

에밀 하비(Emile Habibi, 에밀 슈크리 하비비, Emile Shukri Habibi, 아랍어: إميل حبيبي, 히브리어: אמיל חביבי , 1922년 1월 28일 – 1996년 5월 2일)는 아랍 문학의 팔레스타인-이스라엘 작가이자 공산당 마키와 라카의 크네세트 의원을 역임한 정치가였다.

## 정치 경력
하비비는 영국 위임통치령 팔레스타인 시대에 팔레스타인 공산당의 지도자 중 한 명이었다. 그는 1947년 UN 분할 계획을 지지했다. 이스라엘이 국가가 되었을 때 그는 이스라엘 공산당(마키, Maki) 형성을 도왔다. 그는 1951년에서 1959년 사이에 크네세트에서, 그리고 다시 1961년에서 1972년까지 처음에는 마키의 일원으로 봉사하다가 라카(Rakah)를 설립하기 위해 타우픽 투비(Tawfik Toubi) 및 메이어 빌너(Meir Vilner)와 함께 파티에서 탈퇴했다. 1991년 미하일 고르바초프의 새로운 정책에 당이 어떻게 대처해야 하는지에 대한 갈등이 있은 후 그는 당을 떠났다.

## 출판 작품
- 《6일 전쟁에 관한 여섯 이야기》(1969)
- 《낙관적인 염세주의자 사이드 아부 나흐스의 실종에 얽힌 괴이한 사건들》(1974)
- Kafr Qāsim (Kafr Kassem, 1976)
- Lakʿ bin Lakʿ (play, 1980)
- Khurāfiyyat Sarāyā Bint al-Ghūl (1991)